# Kostel svaté Anny (Bořetice)
Kostel svaté Anny v Bořeticích je římskokatolický chrám v okrese Břeclav. Je chráněn jako kulturní památka České republiky.
Leží na nejvýše položeném místě v obci, při jejím západním okraji. Jeho současná podoba pochází z konce 17. století.

## Historie
Podle pověsti stával na místě dnešního kostela kříž, který tam uprostřed pohanského háje vztyčili slovanští věrozvěstové Cyril a Metoděj, když sem přišli z blízkého Podivína. Obec zažila několik nepřátelských vpádů, při nichž byl vždy spolu se vsí zničen i kostel. Již roku 1241 byla obec vypleněna při vpádu Tatarů na Moravu, ve 2. polovině 16. století při nájezdu Turků, v roce 1605 vojsky Štěpána Bočkaje a naposledy pak během třicetileté války.
Stavba současného kostela započala roku 1680. Zpočátku byla financována z darů věřících a především majitele panství hraběte Bedřicha z Oppersdorfu, později však musela být pro nedostatek peněz pozastavena. Nakonec se kostel podařilo dostavět v průběhu 18. století poté, co panství zdědila hraběnka Marie Antonie Czoborová. Hraběnka kostelu věnovala i varhany.
Součástí kostela je i rozsáhlý hřbitov a celý pozemek je obehnán zdí s barokní bránou z 18. století. Z původní zdi se zachovalo jen necelých 20 metrů, většina byla zničena při rekonstrukci hřbitova.